# 第188回国会
第188回国会（だい188かいこっかい）とは、2014年（平成26年）12月24日に召集された特別国会。会期は12月26日までの3日間であった。

## 概要
2014年（平成26年）12月14日に執行された第47回衆議院議員総選挙の結果、与党である自由民主党と公明党が過半数を大きく超える326議席を獲得した（追加公認を含む）。これにより本国会で自由民主党総裁である安倍晋三が3度目の首相指名を受け、第3次安倍内閣が発足した。
なお、本国会では衆議院の正副議長選挙・常任委員会委員長の選出・内閣総理大臣指名選挙と組閣などを行って閉会となり、重要案件の審議は年明けに召集された第189回国会に持ち越された。会期3日間の特別国会は第148回国会、第182回国会と並び最短となる。

## 各党・会派の議席数
| 計475、2014年（平成26年）12月24日時点 - 自由民主党 - 290 - 民主党・無所属クラブ - 72 - 維新の党 - 41 - 公明党 - 35 - 日本共産党 - 21 - 次世代の党 - 2 - 生活の党 - 2 - 社会民主党・市民連合 - 2 - 無所属 - 10 （議長：町村信孝、副議長：川端達夫を含む） | 計242、2014年（平成26年）12月23日時点 - 自由民主党 - 114 - 民主党・新緑風会 - 58 - 公明党 - 20 - 維新の党 - 11 - 日本共産党 - 11 - 次世代の党 - 7 - 日本を元気にする会 - 6 - 無所属クラブ - 4 - 社会民主党・護憲連合 - 3 - 新党改革・無所属の会 - 2 - 生活の党 - 2 - 無所属 - 4 （議長：山崎正昭、副議長：輿石東を含む） |

## 今国会の動き

### 召集前
- 11月21日 - 衆議院解散。
- 12月2日 - 第47回衆議院議員総選挙公示。
- 12月14日 - 同選挙執行。
- 12月20日 - 国会の特別会を召集する詔書が公布される[6]。

### 会期中
- 12月24日
  - 午前の閣議で第2次安倍改造内閣が総辞職[7]。
  - 国会召集。
  - 衆議院本会議で衆議院議長に町村信孝（自由民主党）、同副議長に川端達夫（民主党）を選出[8]。正副議長は慣例に従い会派を離脱[9]。
  - 衆参両院本会議で安倍晋三（自由民主党総裁）を第97代内閣総理大臣に指名[10]。直ちに組閣を行い、皇居での親任式、認証式を経て第3次安倍内閣発足[11]。
- 12月25日 - 衆議院の常任委員長、特別委員長を選出[12]。
- 12月26日
  - 参議院本会議場で開会式、天皇によるおことば[13]。
  - 閉会[14]。

## 常任委員長
| 委員長名           | 氏名     | 政党名     |
| ------------------ | -------- | ---------- |
| 内閣委員長         | 井上信治 | 自由民主党 |
| 総務委員長         | 桝屋敬悟 | 公明党     |
| 法務委員長         | 奥野信亮 | 自由民主党 |
| 外務委員長         | 土屋品子 | 自由民主党 |
| 財務金融委員長     | 古川禎久 | 自由民主党 |
| 文部科学委員長     | 福井照   | 自由民主党 |
| 厚生労働委員長     | 渡辺博道 | 自由民主党 |
| 農林水産委員長     | 江藤拓   | 自由民主党 |
| 経済産業委員長     | 江田康幸 | 公明党     |
| 国土交通委員長     | 今村雅弘 | 自由民主党 |
| 環境委員長         | 北川知克 | 自由民主党 |
| 安全保障委員長     | 北村誠吾 | 自由民主党 |
| 国家基本政策委員長 | 逢沢一郎 | 自由民主党 |
| 予算委員長         | 大島理森 | 自由民主党 |
| 決算行政監視委員長 | 石関貴史 | 維新の党   |
| 議院運営委員長     | 林幹雄   | 自由民主党 |
| 懲罰委員長         | 高木義明 | 民主党     |

| 委員長名           | 氏名       | 政党名     |
| ------------------ | ---------- | ---------- |
| 内閣委員長         | 大島九州男 | 民主党     |
| 総務委員長         | 谷合正明   | 公明党     |
| 法務委員長         | 魚住裕一郎 | 公明党     |
| 外交防衛委員長     | 片山さつき | 自由民主党 |
| 財政金融委員長     | 古川俊治   | 自由民主党 |
| 文教科学委員長     | 水落敏栄   | 自由民主党 |
| 厚生労働委員長     | 丸川珠代   | 自由民主党 |
| 農林水産委員長     | 山田俊男   | 自由民主党 |
| 経済産業委員長     | 吉川沙織   | 民主党     |
| 国土交通委員長     | 広田一     | 民主党     |
| 環境委員長         | 島尻安伊子 | 自由民主党 |
| 国家基本政策委員長 | 小川勝也   | 民主党     |
| 予算委員長         | 岸宏一     | 自由民主党 |
| 決算委員長         | 小坂憲次   | 自由民主党 |
| 行政監視委員長     | 松村祥史   | 自由民主党 |
| 議院運営委員長     | 中川雅治   | 自由民主党 |
| 懲罰委員長         | 芝博一     | 民主党     |

### 註釈
1. 1 2  みんなの党解党に伴い同党に所属した議員によって結成された院内会派[5]